# Erythrophyllum pulvinans
Erythrophyllum pulvinans är en bladmossart som beskrevs av Theodor Carl Karl Julius Herzog 1925. Erythrophyllum pulvinans ingår i släktet Erythrophyllum, klassen egentliga bladmossor, divisionen bladmossor och riket växter. Inga underarter finns listade i Catalogue of Life.